# Clemência de Zähringen
Clemência de Zähringen (em alemão: Clementia von Zähringen; m. 1173/75) foi duquesa da Baviera e Saxônia através de seu casamento com Henrique, o Leão e condessa de Saboia ao se casar pela segunda vez com Humberto III de Saboia. Era filha do duque Conrado I de Zähringen e de Clemência de Namur.

## Família
Seus avós paternos eram o duque Bertoldo II da Suábia e Inês de Rheinfelden. Seus avós maternos eram Godofredo I de Namur e Ermesenda de Luxemburgo.
Clemência teve cinco irmãos: Conrado, o sucessor do pai Bertoldo IV, duque de Zähringen, Adalberto I, duque de Teck, Rodolfo de Zähringen, arcebispo de Mainz e bispo de Liège e Hugo, duque de Ullenburg.

## Primeiro casamento
Clemência se casou com o duque da Saxônia, Henrique, o Leão, em 1148 ou 1149, como parte de uma aliança com a Casa de Guelfo da qual Henrique fazia parte, do sul da Alemanha. Ele era filho de Henrique X da Baviera e de Gertrudes de Süpplingenburg. Mais tarde, em 1156, Henrique se tornou duque da Baviera.
Ela era herdeira de Badenweiler, que mais tarde foi vendido ao imperador Frederico Barbarossa, em 1158. Em troca, eles receberam Herzberg, Scharzfels e Pöhlde.
Clemência foi repudiada pelo marido devido as dificuldades crescentes entre o seu irmão Bertoldo e o imperador Frederico, de quem Henrique era aliado. Os dois se divorciaram na cidade de Constança, em 23 de novembro de 1162.
Henrique casou-se pela segunda vez com a princesa Matilde de Inglaterra, filha de Henrique II de Inglaterra e Leonor da Aquitânia.

### Filhos
Seus filhos foram:
- Henrique (morto jovem);
- Gertrudes da Baviera (1155 - 1 de julho de 1197), se casou com Frederico IV da Suábia. Após a sua morte, se tornou esposa do rei Canuto VI da Dinamarca. Não deixou filhos;
- Ricarda (morta antes de 1 de fevereiro de 1168), esteve noiva em 1167 de Canuto VI da Dinamarca.

## Segundo casamento

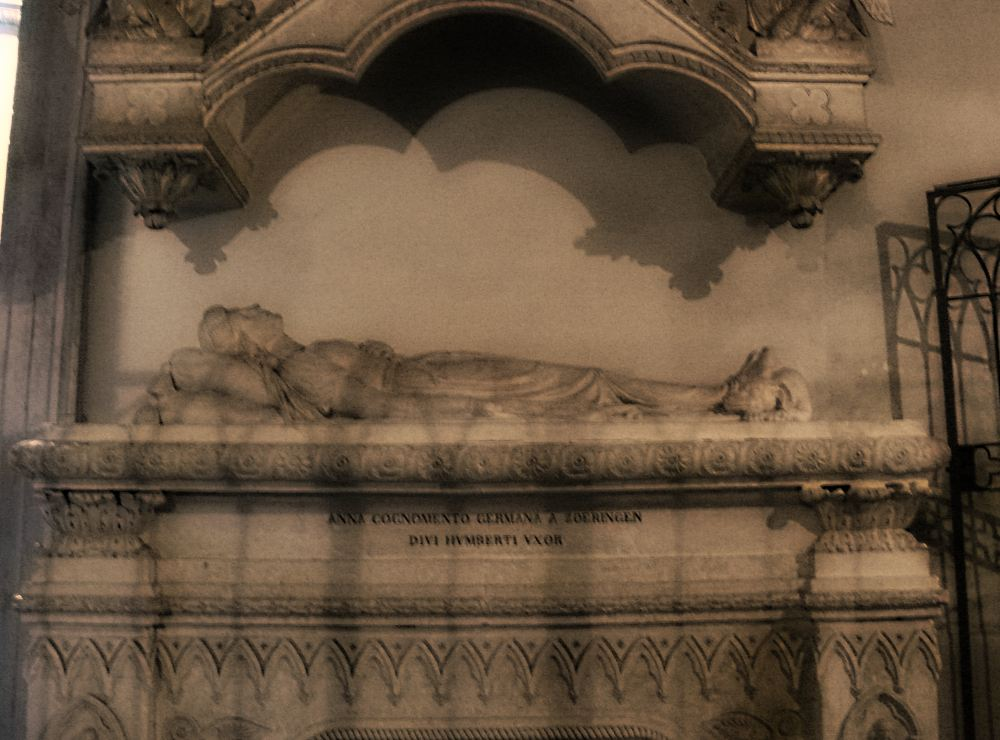
Tumba de Clemência.

Clemência tornou-se a esposa do conde Humberto III de Saboia, em 1164. Anteriormente ele havia sido casado duas vezes: com Faidiva de Tolosa, que morreu jovem, e depois foi marido de Gertrudes de Flandres, de quem se divorciou. Sem filhos, se tornou um monge da Ordem dos Cartuxos. Porém, os nobres e cidadãos de Saboia o imploraram a se casar novamente, o que levou à sua união com Clemência.

### Filhos
Seus filhos foram:
- Alice de Maurienne (1166 - 1174), foi noiva do príncipe e futuro rei João de Inglaterra, filho de Henrique II;
- Sofia de Maurienne (1167/72 - 3 de dezembro de 1202), esposa do marquês Azzo VI d'Este, e foi mãe de Aldobrandino I d'Este

Clemência morreu em 1173 ou 1175 e foi enterrada na Abadia de Hautecombe. O viúvo Humberto tentou voltar a vida no monastério novamente, mas se casou pela última vez com Beatriz de Viennois, que lhe deu um herdeiro.